# جون دالي (لاعب كريكت)
جون دالي (بالإنجليزية: John Dale)‏ (21 يونيو 1848 في المملكة المتحدة - 26 يونيو 1895 بوستمنستر في المملكة المتحدة) هو مجدف ولاعب كريكت بريطاني (وحمل سابقاً جنسية المملكة المتحدة لبريطانيا العظمى وأيرلندا). لعب مع نادي مقاطعة ميدلسكس للكريكت ‏ ونادي مارليبون للكريكت ‏ ونادي جامعة كامبريدج للكريكيت ‏.